# 暖暖東興廟
25°05′42″N 121°44′19″E / 25.095114°N 121.738719°E
暖暖東興廟，原名里主尊王廟，是位於臺灣基隆市暖暖區暖西里的廟宇，主祀刺殺秦檜的施全。

## 沿革
暖暖東勢坑在清朝時是十分寮山區農產品與艋舺南北貨的來往運輸必經之地。咸豐二年（1852年），由武舉人王廷理捐出在東勢坑土地興建里主尊王廟。1905年，王廷理的後人王乞食發起遷建。1970年代由地方人士林國等三人籌建，1973年第三次遷建時改名「東興廟」，現位於東勢街暖西里民會堂前、暖暖第二期重劃區內，廟旁的土芒果樹即為遷建時所植。暖暖重劃闢寬馬路後，廟身形成背對公路的景像。
廟方保有當初建廟時的「里主尊王」木印。1996年5月4日，基隆市文化中心舉辦的「暖暖采風──靈義郡傳奇」文藝季活動，展覽此廟資訊。
2008年2月12日，修建主殿完成。

## 祭祀
以正月初八作施全誕辰。
主祀刺殺秦檜的施全廟在臺灣少見，1996年記者說僅知有此廟、與嘉義縣鹿草鄉施姓於乾隆十四年（1749年）建立的華封堂。